# Катастрофа Ли-2 под Южно-Сахалинском
Катастрофа Ли-2 под Южно-Сахалинском — авиационная катастрофа самолёта Ли-2 компании Аэрофлот, произошедшая в четверг 26 августа 1954 года в 13 с половиной километрах от Южно-Сахалинска и в результате которой погибли 26 человек.

## Самолёт
Ли-2 с заводским номером 6803 (хотя более вероятно, что это серийный) был выпущен 25 декабря 1949 года. Авиалайнеру присвоили бортовой номер СССР-Л4679 и передали Главному управлению гражданского воздушного флота. На момент происшествия он эксплуатировался в Хабаровской авиагруппе Дальневосточного территориального управления гражданского воздушного флота.

## Экипаж
Экипаж самолёта был из 142-го авиаотряда и состоял из 5 человек:
- Командир воздушного судна — Дегтяренко Василий Трофимович
- Второй пилот — Пархоменко Владимир Михайлович
- Бортмеханик-инструктор — Елисейкин Вячеслав Федорович
- Бортмеханик — Разноцветов Даниил Епифанович
- Бортрадист — Новиков Петр Дмитриевич

## Катастрофа
Самолёт выполнял пассажирский рейс 971 из Хабаровска в Южно-Сахалинск. В 00:15 с 22 пассажирами (14 взрослых и 8 детей) и 5 членами экипажа на борту он вылетел из Хабаровска и после набора высоты занял заданный эшелон 3000 метров. В южносахалинском аэропорту Большая Елань стояла сплошная слоисто-кучевая облачность высотой 400 метров, а к югу — до 300 метров, дул юго-восточный ветер со скоростью 4 м/с, а видимость достигала 10 километров, но при этом вершины восточных сопок были закрыты. Когда рейс 971 вошёл в воздушную зону южносахалинского аэропорта, то экипаж получил разрешение снижаться до высоты верхней кромки облаков, которая составляла 1800 метров. Настроив радиокомпас на приводную радиостанцию аэропорта, экипаж в 02:28 начал выполнять снижение по магнитному курсу 140°, о чём доложил диспетчеру. Пилотировал его второй пилот Пархоменко, который сидел в левом кресле, тогда как командир (КВС) Дегтяренко сидел в правом кресле как пилот-инструктор.
В 02:37 было доложено о прохождении приводной радиостанции, в ответ на что диспетчер дал разрешение пробивать облачность по установленной схеме. Ли-2 начал снижение по курсу 192° и вскоре с борта было доложено о занятии высоты 800 метров. В 02:42 командир экипажа сообщил на землю, что был выполнен стандартный разворот и продолжено снижение на дальний привод (ДПРС), следуя при этом по магнитному курсу 10°. В 02:45 с самолёта было передано: «высота 450, снижаюсь на дальний». Это стало последним радиосообщением с борта Л4679. В 02:50 МСК (09:50 местного времени) летящий по курсу 10° Ли-2 врезался в деревья на склоне сопки высотой 460 метров. Промчавшись сквозь деревья на протяжении 128 метров, авиалайнер затем врезался в землю на вершине сопки, при этом полностью разрушившись до 25-го шпангоута (на половину длины), и упал в перевёрнутом положении. Катастрофа произошла в районе горы Комиссарская в 13 с половиной километрах юго-восточнее Южно-Сахалинска и при этом в 9 километрах от ДПРС военного аэродрома Корсаков, который относился к авиации Тихоокеанского флота, то есть восточнее схемы захода на посадку в аэропорту Большая Елань. Место падения было найдено на следующий день, при этом обнаружили только одного выжившего пассажира —  подполковника Советской армии 1914 года рождения, который был доставлен в больницу в тяжёлом состоянии. Все остальные 26 человек (5 членов экипажа, 13 взрослых пассажиров и 8 детей) погибли.

## Расследование
Как показало изучение обломков, на момент столкновения с деревьями моторы работали, а шасси были выпущены. Радиокомпас АРК-5 был включён и настроен на частоту 683 КГц, что близко к рабочей частоте ДПРС аэродрома Большая Елань — 670,2 КГц. В то же время рабочая частота ДПРС аэродрома Корсаков должна была составлять 687 КГц, но при контрольном замере было установлено, что она составляет 684 КГц, то есть ещё ближе к частоте работы ДПРС гражданского аэродрома. ДПРС обоих аэродромов находятся друг от друга на расстоянии всего 13,5 километра, а в сочетании с малой разницей частот это приводило к тому, что в отдельных случаях их частоты сближались, при этом позывные накладывались друг на друга. То есть было достаточно небольшой ошибки в настройке радиокомпаса АРК-5 и тот уже наводил самолёт на другую радиостанцию. На аэродромах Большая Елань и Корсаков не было постоянного контроля за соблюдением номинала частот приводных радиостанций, хотя экипажи не раз жаловались на ошибки в работе ДПРС аэродрома Большая Елань. На аэродроме Корсаков контроль проводился лишь один раз за последние два-три месяца. Также диспетчерская служба аэропорта Южно-Сахалинска при пробивании самолётами облачности и при заходах на посадку не выполняла надлежащего руководства за их полётами и не контролировала как следует движение авиалайнеров в воздушной зоне аэропорта. Также в аэропорту Большая Елань отсутствовали радиотехнические средства, благодаря которым диспетчеры на земле могли бы контролировать местонахождение самолётов в воздушной зоне аэродрома в сложных погодных условиях. Помимо этого, экипажи лайнеров не информировались о том, что одновременно работают приводные радиостанции гражданского и военного аэродромов, а руководитель полётов, кроме того, не потребовал от экипажа, чтобы те включили РВ-2. Ещё до катастрофы рейса 971 в мае того же года было уже два случая, когда гражданские самолёты выходили ошибочно на дальний привод аэродрома Корсаков, однако командование Дальневосточного территориального управления гражданского воздушного флота и Хабаровской авиагруппы в частности не предприняли никаких мер по предотвращению подобных ситуаций.

### Причины
Согласно выводам комиссии, катастрофа произошла из-за столкновения с землёй, которая находилась вне поля зрения. Причиной этого послужило то, что успокоившийся экипаж не заметил, как неверно установил частоту на радиокомпасе, а затем не стал прослушивать позывные. Из-за этого авиалайнер начал снижаться и пробивать облака по схеме аэропорта Южно-Сахалинск, но по ДПРС военного аэродрома Корсаков, при этом экипаж также не использовал имеющийся у них радиовысотомер, в результате чего вскоре машина при пролёте над сопкой оказалась в опасной близости от земли и врезалась в деревья.
Сопутствовали происшествию следующие обстоятельства:
1. Ошибка экипажа по настройке радиокомпаса на ДПРС аэродрома Большая Елань;
2. Очень небольшая разница в рабочих частотах приводных радиостанций аэродромов Большая Елань и Корсаков, при том, что расположены те достаточно близко друг от друга, а обслуживающий персонал не контролировал как следует номиналы их частот;
3. Когда в мае 1954 года, то есть за три месяца до катастрофы, уже произошли два случая ошибочного захода авиалайнеров на ДПРС аэродрома Корсаков, которые, однако, к счастью, закончились благополучно, командование Хабаровской авиагруппы и руководство Дальневосточного территориального управления гражданского воздушного флота не стали предпринимать необходимых мер, которые смогли бы предотвратить эти нарушения.

### Комментарии
1. ↑  Здесь и далее указано Московское время.